# انتخابات ریاست‌جمهوری ارمنستان (۲۰۱۳)
انتخابات ریاست‌جمهوری ارمنستان (انگلیسی: 2013 Armenian presidential election) در ۱۸ فوریه ۲۰۱۳ برگزار شد. در دسامبر ۲۰۱۲ لوون تر-پتروسیان نخستین رئیس‌جمهور ارمنستان و (گاگیک تساروکیان) ثروتمندترین مرد ارمنستان و رئیس حزب ارمنستان شکوفا تصمیم گرفتند از رقابت‌های انتخاباتی کناره‌گیری کنند. خیلی براین عقیده بودند که در این وضعیت کس دیگری وجود نخواهد داشت تا چالشی در برابر (سرژ سارگسیان) رئیس‌جمهور وقت باشد. سایرین هم می‌گفتند «عدم وجود گزینه‌های دیگر» باعث بی‌اعتنایی زیادی از مردم نسبت به انتخابات خواهد شد.
در ۳۱ ژانویه ۲۰۱۳ به بارویر هایریکیان یکی از کاندیداهای ریاست‌جمهوری سوءقصد شد، او به سرعت از جراحتی که براثر شلیک صورت گرفته بود بهبود یافت و برای مغلوب کردن (سرژ سارگسیان) پیشنهاد نمود تا حول یکی از دو کاندیدای اپوزیسیون ریاست‌جمهوری (رافی هووانیسیان) و (هراند باگراتیان)اتحاد صورت گیرد. در ۱۰ فوریه، او از دادگاه قانون اساسی درخواست نمود تا موعد انتخابات به مدت ۱۴ روز به تعویق بیفتد و در آن صورت او به همراه دیگر کاندیداهای اپوزیسیون حول یک کاندید به اتفاق نظر خواهند رسید. اما روز بعد درخواستش را پس گرفت.
در نتیجه انتخابات با پیروزی رئیس‌جمهور وقت سرژ سارگسیان که ۵۹ درصد آرا را به خود اختصاص داده بود به پایان رسید. رافی هووانیسیان با کسب ۳۷ درصد آرا دوم شد و سایر کاندیداها کمتر از ۴ درصد کل آرا را به خود اختصاص دادند.
رافی هووانیسیان اپوزیسیون اصلی سارگسیان با ادعای تقلب در انتخابات مدعی پیروزی شد، و در روزهای بعد تظاهرات گسترده‌ای در میدان آزادی، ایروان و سایر شهرهای سراسر ارمنستان برگزار شد. هووانیسیان از سارگیسیان خواست تا به پیروزی مردم سرنهاده و شکست را پذیرا شود. او با فراخوان دادن به (բարև, 'hello') سلام به انقلاب (تکواژ چندوجهی) به معنی پیاده‌روی در کنار مردم و همراهی کردن با آنها به تظاهرات علیه سارگسیان پرداخت.
اگرچه خیلی از کشورها از جمله شامل ایالات متحده، روسیه، فرانسه، ایران و ترکیه از سارگسیان حمایت کرده به وی تبریک گفتند. اما برخی احزاب تأثیرگذار از جمله فدراسیون انقلابی ارمنی، لوون تر-پتروسیان رئیس‌جمهور سابق، آرام سارگسیان نخست‌وزیر پیشین، هراند باگراتیان نفر سوم انتخابات، نیکول پاشینیان، آندریاس قوکاسیان نفر پنجم انتخابات، همگی علناً گفتند که هووانیسیان در انتخابات پیروز شده‌است و نتایج رسمی اعلام شده محصول تقلب در انتخابات است.
در دهم مارس ۲۰۱۳ هووانیسیان در میدان آزادی، ایروان دست به اعتصاب غذا زد. دادگاه قانون اساسی ارمنستان طی حکمی پیروزی سارگسیان را اعلام کرد؛ و در ۳۱ مارس ۲۰۱۳ هووانیسیان به اعتصاب غذای خود پایان داد. بدنبال آن، بین حامیان هووانیسیان و نیروهای پلیس در خیابان باقرامیان درگیری شد.

## کاندیداها
هفت کاندیدا ثبت نام کرده بودند:
- هراند باگراتیان, رهبر حزب آزادی، نخست‌وزیر ارمنستان از ۱۹۹۳ تا ۱۹۹۶, یک عضو کنگره ملی ارمنی
- آندریاس قوکاسیان, یک تحلیلگر سیاسی، مدیر Radio Hay
- بارویر هایریکیان, مخالف شوروی سابق، رهبر حرب اتحاد برای تعیین حق سرنوشت ملی
- رافی هووانیسیان, نخستین وزیر امور خارجه ارمنستان (۱۹۹۱–۱۹۹۲), رهبر حزب میراث
- آرمان ملیکیان, نامزد در انتخابات ریاست‌جمهوری ارمنستان (۲۰۰۸)
- سرژ سرکیسیان, رئیس‌جمهور ارمنستان در انتخابات مورد مناقشه ۲۰۰۸ برگزیده شد، رهبر حاکم حزب جمهوری‌خواه ارمنستان
- وارطان ستراکیان, یک مجرب شعر حماسه

## نظرسنجی‌ها
| منبع                   | Date of Polling                          | سرژ سرکیسیان | رافی هووانیسیان | هراند باگراتیان | بارویر هایریکیان | دیگرات | توضیحات               |
| ---------------------- | ---------------------------------------- | ------------ | --------------- | --------------- | ---------------- | ------ | --------------------- |
| TNS opinion/EuFoA/IPSC | ۳۱ ژانویه ۲۰۱۳–۵ فوریه ۲۰۱۳–۵ فوریه ۲۰۱۳ | ۵۸           | ۳۳              | ۲٫۸             | ۴٫۹              | ۱٫۳    | رای‌دهندگان تصمیم‌گرفته |
| Baltic Surveys/Gallup  | ۲۵ ژانویه ۲۰۱۳–۲ فوریه ۲۰۱۳              | ۶۹           | ۱۱              | ۵               | ۵                | ۱۰     | رای‌دهندگان تصمیم‌گرفته |
| VTSIOM                 | ۲۵ ژانویه ۲۰۱۳–۲۹ ژانویه ۲۰۱۳            | ۶۱           | ۲۷              | ۴               | ۵                | ۳      | رای‌دهندگان تصمیم‌گرفته |
| Baltic Surveys/Gallup  | ۱۵ ژانویه ۲۰۱۳–۲۳ ژانویه ۲۰۱۳            | ۶۶           | ۱۰              | ۴               | ۴                | ۱٫۶    | ۱۶٪ مردد              |
| TNS Opinion/EuFo/IPSC  | ۱۵ ژانویه ۲۰۱۳ –۲۰ ژانویه ۲۰۱۳           | ۶۸٫۶         | ۲۰٫۸            | ۵               | ۵                | ۱٫۵    | رای‌دهندگان تصمیم‌گرفته |
| Sociometer             | ۳۱ دسامبر ۲۰۱۲                           | ۷۲           | ۲۰              | ۵٫۶             | ۳                | ۱٫۴    | رای‌دهندگان تصمیم‌گرفته |